# Route nationale 528
Die N528 war von 1933 bis 1973 eine französische Nationalstraße, die zwischen Brignoud und Le Rivier-d'Allemond verlief. Ausgebaut wurden aber nur 15 Kilometer zwischen Brignoud und Pré-de-l'Arc.